# Filmstudio Glückauf

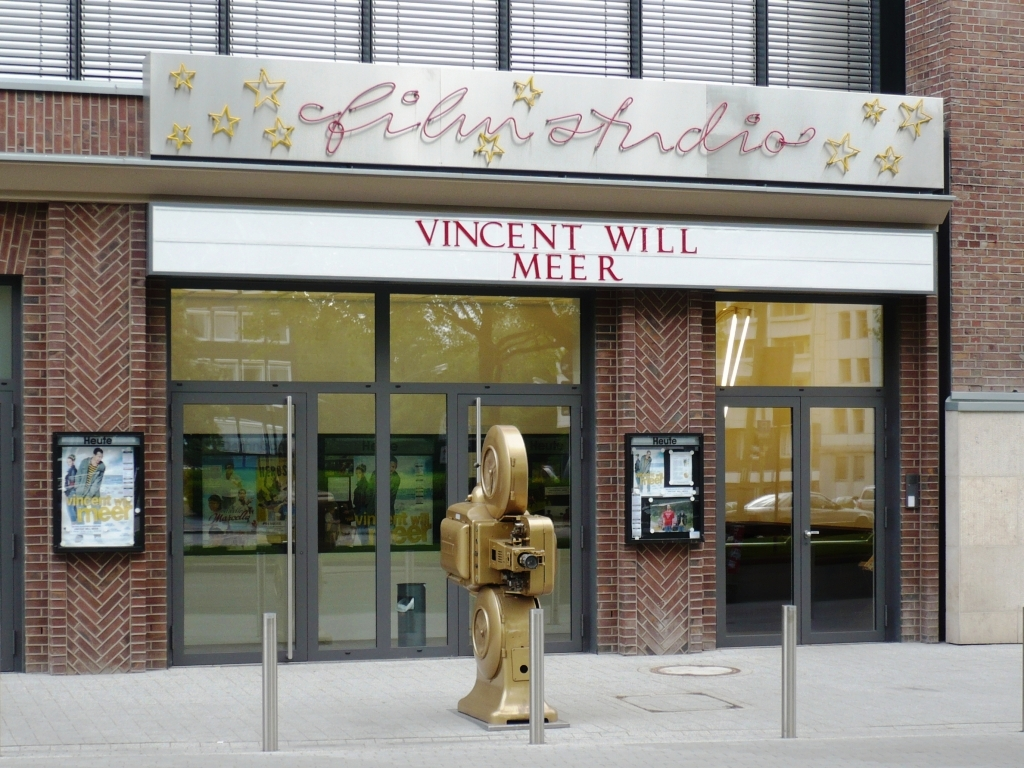
Filmstudio Glückauf im Jahr 2010

Das Filmstudio Glückauf im Essener Südviertel ist eines der ältesten Kinos in Nordrhein-Westfalen. 1924 eröffnet, wurde es 1945 zerstört und später im Stil der 1950er Jahre wieder aufgebaut. 2001 musste es geschlossen werden, da der Gebäudeteil des Kinos 2007 wegen Baufälligkeit abgerissen werden musste. Nur die denkmalgeschützte Fassade des Haupthauses (Glückaufhaus) blieb erhalten. So wurde der gesamte Gebäudekomplex neu aufgebaut, und infolge am 18. und 19. Dezember 2009 die Wiedereröffnung des Kinos gefeiert.

## Ausstattung
Das Kino auf einer Fläche von 600 Quadratmetern umfasste bis zu seinem Abriss 2007 einen Saal mit 250 Sitzplätzen und eine Foyer-Bar, beides im Stil der 1950er Jahre. Das Filmstudio passt heute wieder zur denkmalgeschützten Fassade des Glückaufhauses. Die rund 90 Prozent der Inneneinrichtung, die sichergestellt werden konnten, wurden wieder eingesetzt. Lediglich die Sitzanzahl wurde auf 250 reduziert, um mehr Beinfreiheit zu erreichen.
Das Filmstudio wurde mehrfach für seine Jahresprogramme ausgezeichnet und gehört damit zu den am meisten ausgezeichneten Filmtheatern in Deutschland. Heute besitzt es eine moderne Beschallungsanlage mit Dolby Surround, aber auch eine Gulbransson-Kinoorgel.

## Geschichte
Am 1. März 1924 wurde das Filmstudio eröffnet. Es befand sich im 1922/1923 nach Entwürfen des Architekten Ernst Bode errichteten Glückaufhaus. Im Zweiten Weltkrieg wurde das Filmstudio 1945 durch einen Bombentreffer zerstört und zwei Jahre später nach inzwischen verschwundenen Plänen wiederaufgebaut. 1953 wurde eine neue, heute denkmalgeschützte Einrichtung installiert. Die Menz-Theaterbetriebe übernahmen 1985 das Filmstudio. Von 1991 bis zum Auslauf des Pachtvertrages im Dezember 2002 betrieb Hanns-Peter Hüster es ohne Zuschüsse als Filmkunsttheater. Am 19. April 2001 musste das Kino vorläufig geschlossen werden. Der Grund waren Mängel in der Statik, die sich auch auf die Deckenkonstruktion auswirkten. 
Im Jahre 2004 erwarb die Immobilien-Firma Kölbl Kruse GmbH das Glückaufhaus, welches vorher im Besitz der Ruhrkohle AG war. Der neue Besitzer der Immobilie hatte der Presse mitgeteilt, er sei am Erhalt des Kinos und seiner baldigen Wiedereröffnung interessiert. Die Ausstattung war, auch aus Gründen des Denkmalschutzes, komplett und sorgfältig zerlegt zwischengelagert worden, um Beschädigungen zu vermeiden. Eine ausführliche Dokumentation sollte eine originalgetreue Rekonstruktion sicherstellen.
Am 11. Dezember 2006 wurde der Verein Rettet das Filmstudio e. V. auf Initiative der Geschäftsführerin der Essener Lichtburg, Marianne Menze, gegründet. Mit der Benefiz-Veranstaltung Künstler für das Filmstudio am 26. Februar 2007 in der Essener Lichtburg wurden mit Hilfe von Eintrittsgeldern und privaten Spenden 240.000 Euro gesammelt. Hierbei boten unter anderem Hagen Rether, Rafael Cortés, Rosa Montes und Alberto Alarcón sowie das Trio der Essener Philharmoniker und Künstler des GOP Varietés ein Überraschungsprogramm, durch das Manfred Breuckmann vom WDR führte.
Zwischenzeitlich wurde das Kinoprogramm bis etwa Anfang 2007 in die ehemalige Schalthalle (Halle 2) der Zeche Zollverein verlegt. Da bei dem ehemaligen Gebäudekubus neben dem Glückaufhaus aus bautechnischen Gründen keine Sanierung lohnte, wurde dieser Ende 2007 abgerissen. 
Hinter der denkmalgeschützten Fassade des Glückaufhauses entstand 2007 bis 2009 ein neues Bürogebäude und darin das neue Filmstudio. Damit ist dieses eines der ältesten, nahezu durchgehend als Kino betriebenen Filmtheater Deutschlands. 
Die Sanierung und Rekonstruktion des Filmstudios hat knapp 2,4 Millionen Euro gekostet. Der Eigentümer des Glückaufhauses, die Kölbl Kruse GmbH, sowie der Hauptmieter hatten jeweils 250.000 Euro übernommen. Der Restbetrag von 1,8 Millionen Euro musste über Spenden finanziert werden, Zuschüsse der Stadt gab es nicht. Im Februar 2008 war der Wiederaufbau durch private Spender, und damit auch der Spielbetrieb für mindestens zehn Jahre gesichert. Das war die Forderung des Landes Nordrhein-Westfalen, sonst hätte es seine Fördergelder zurückverlangen können. Am Ende hatten rund 1300 Bürger gespendet. Den Betrieb des Kinos sicherten noch 200 weitere Investoren durch Käufe von Fondsanteilen. Damit sicherte man sich gegen Rückforderungen von Landesmitteln bei einer möglichen Insolvenz des Kinobetriebes ab.
Das Filmstudio wurde am 18. und 19. Dezember 2009 wiedereröffnet. Gezeigt wurde dabei auch der Film Nanuk, der Eskimo von Robert J. Flaherty, der bei der Eröffnung des Kinos 1924 vorgeführt worden war.

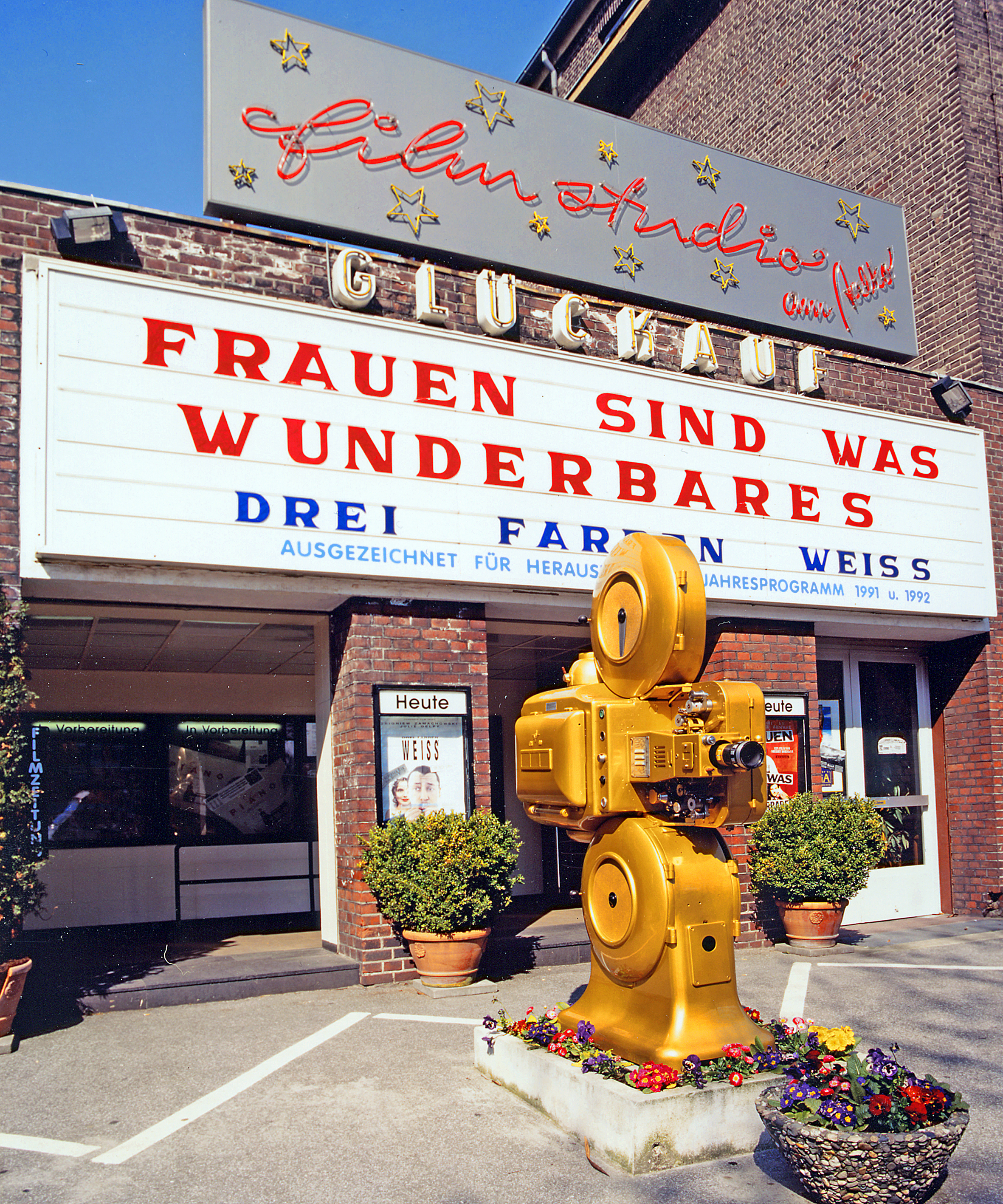
Im Sommer 1993 mit Programmanzeige
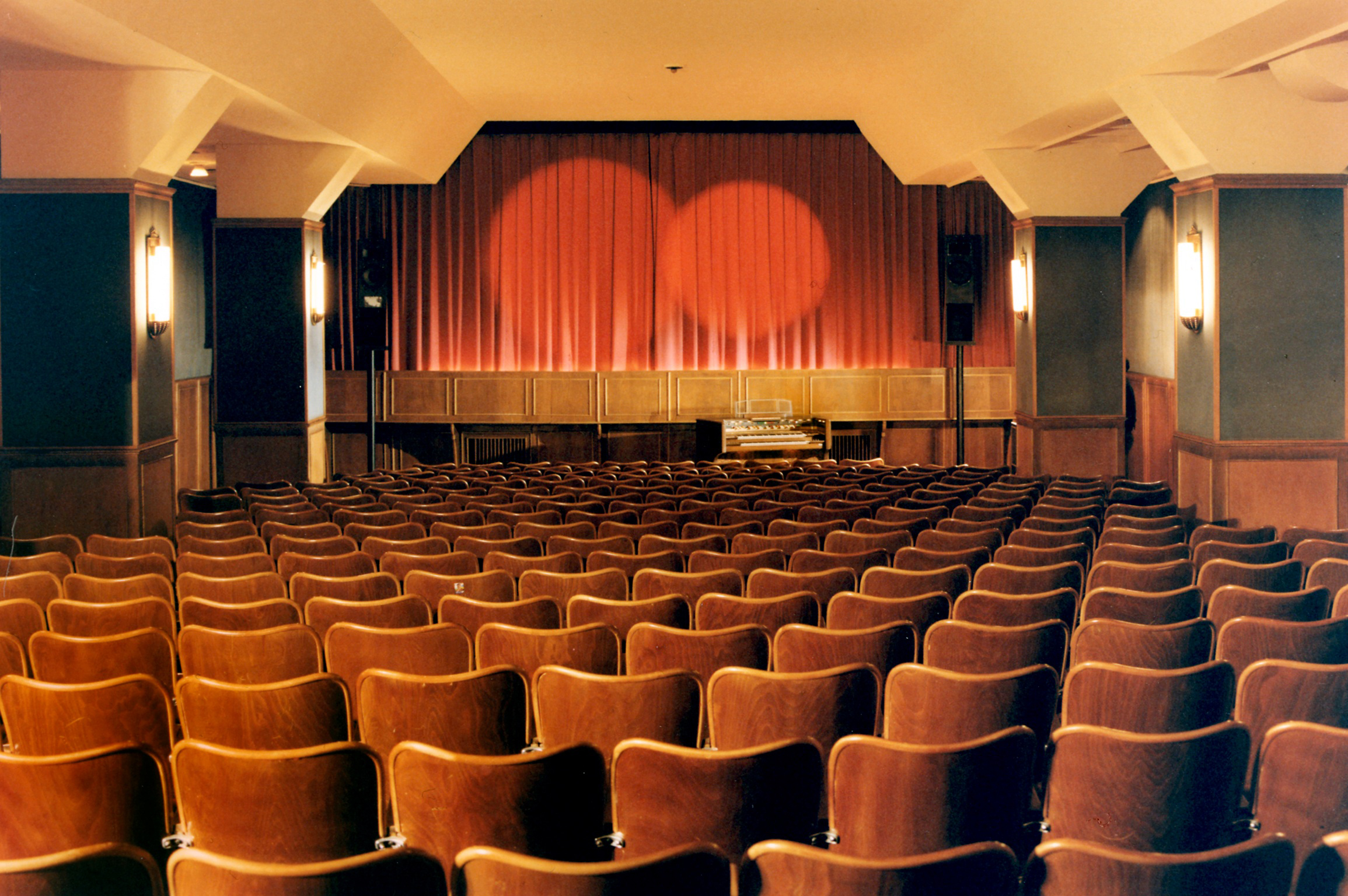
2001, kurz vor der Stilllegung wegen Baufälligkeit der Gebäudesubstanz
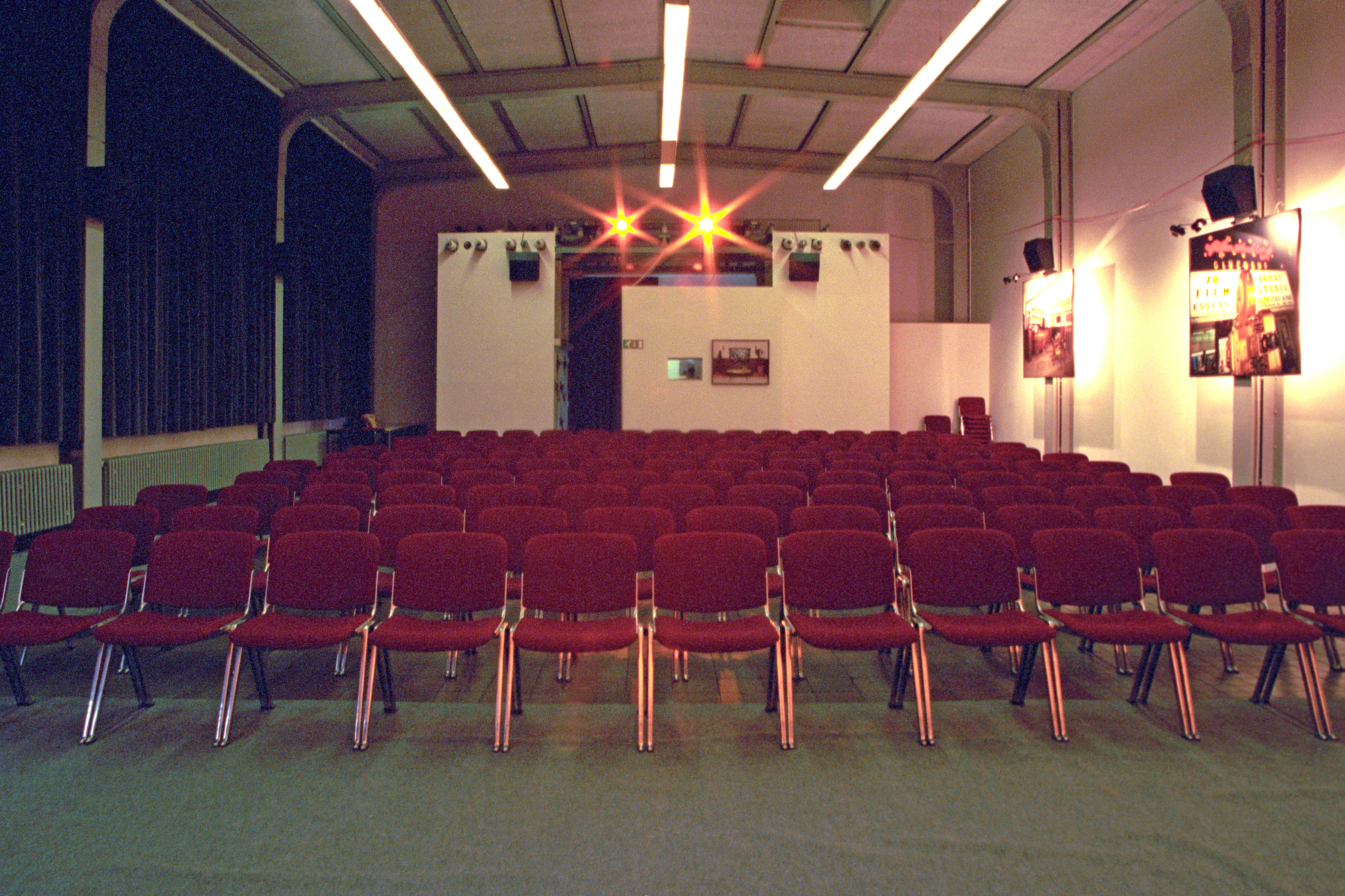
Zu Gast in der Schalterhalle 2 auf der Zeche Zollverein 2004
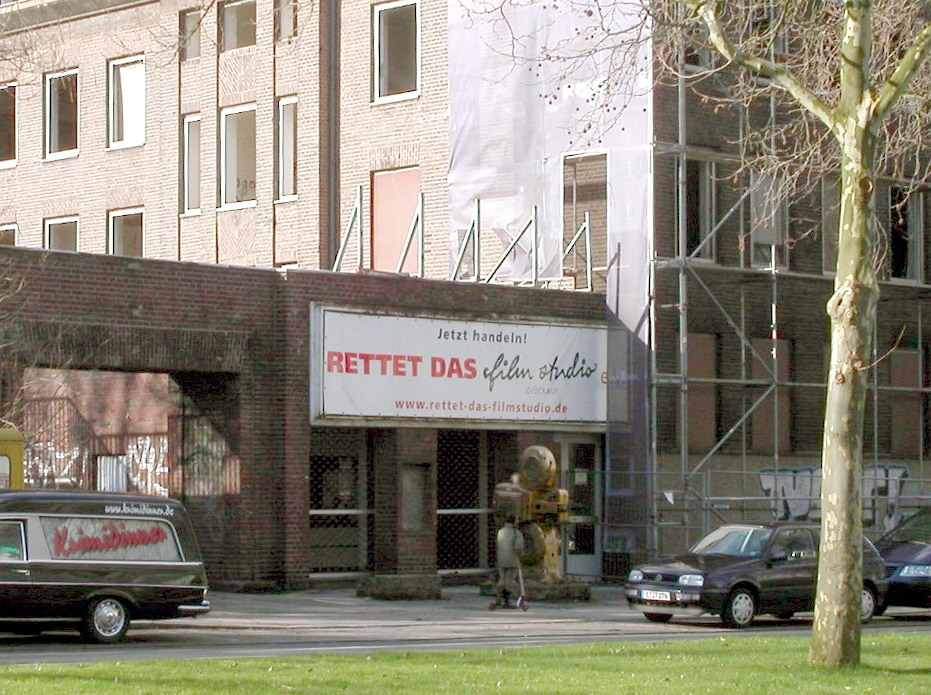
März 2007: stillgelegtes Filmstudio
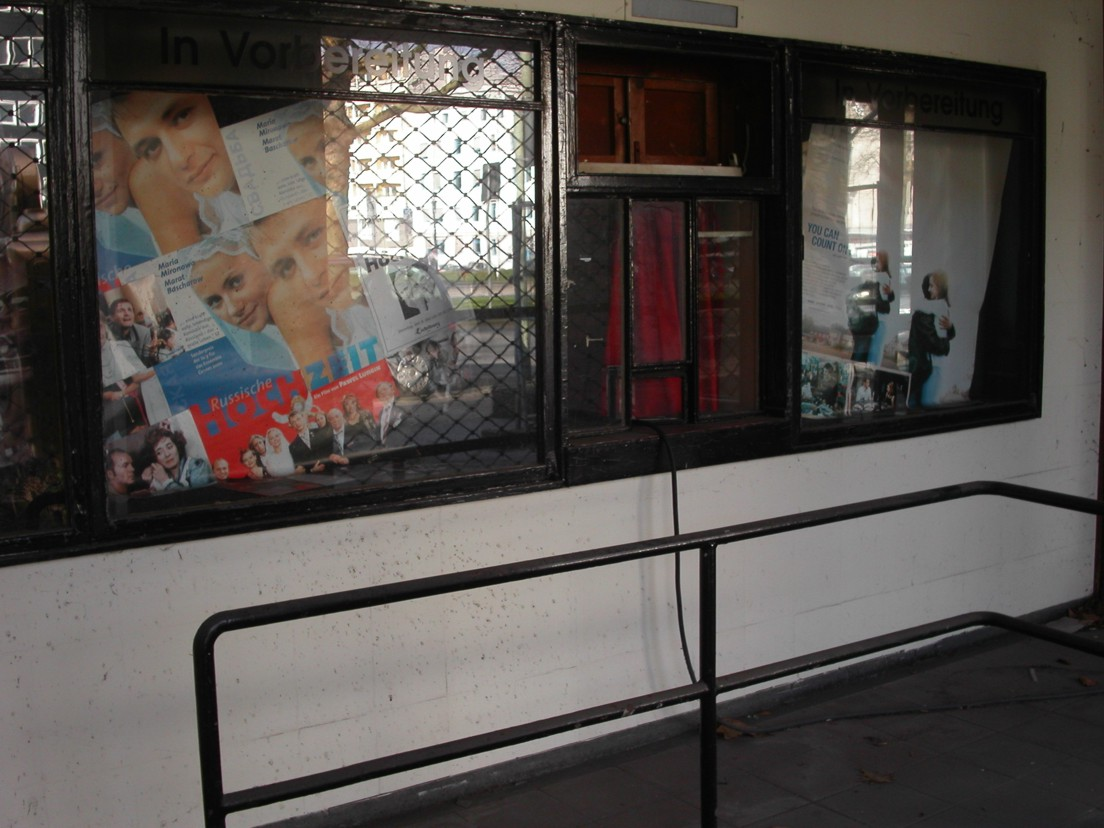
März 2007: Kasse, Eingangsbereich
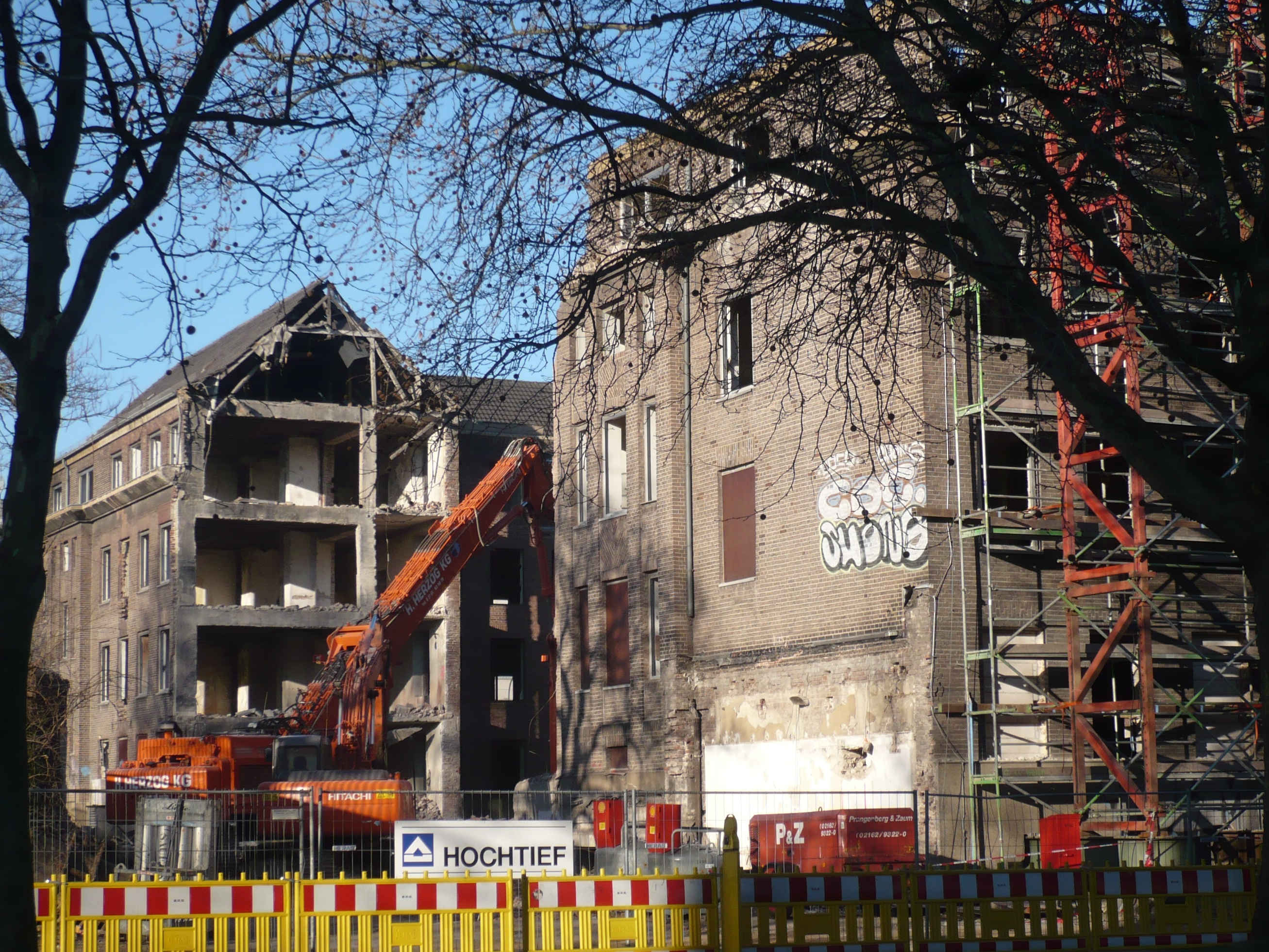
Ende 2007: Abriss
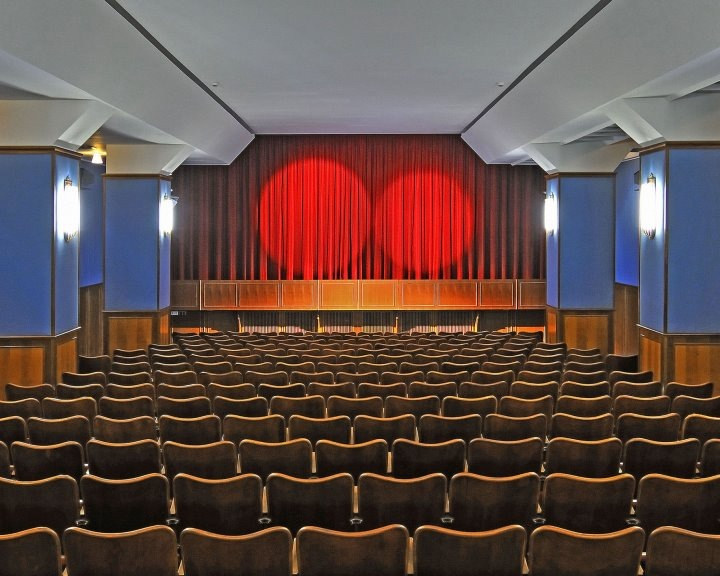
Kurz nach der Wiedereröffnung im Dezember 2009